# Ramadi
Ramadi (арап. الرمادي‎) je grad u centralnom Iraku, oko 110km zapadno od Bagdada i 50km istočno od Faludže. To je glavni grad pokrajine An-Anbar. Grad se prostire duž Eufrata i to je najveći grad u ovoj pokrajni. Osnovan od strane Otomanskog carstva 1879, on je 2004. godine imao populaciju od oko 450.000 ljudi, od kojih ogromnu većinu činili sunitski Arapi iz dulajm plemenskog saveza. Ovaj grad leži u sunitskom trouglu zapadnog Iraka.
Ramadi zauzima veoma važan položaj na Eufratu, na putu sa zapada prema Siriji i Jordanu. To ga je načinilo centrom trgovine i saobraćaja, od čega je grad vrlo prosperirao. Njegova pozicija značila je i to da je morao da se bori u oba svetska rata i ponovo tokom Iračkog rata i građanskog rata. Bio je teško oštećen tokom rata u Iraku, kada je bio glavni fokus za pobunu protiv okupacionih snaga SAD-a. Nakon povlačenja američkih snaga iz Iraka 2011. godine, grad je osporen od strane iračke vlade i ekstremističke grupe Islamska Država u Iraku i Levantu (ISIL) i pripao ISIL-u u maju 2015.

## Populacija i demografija
Godine 2004. prijavljeno je 456,853 stanovnika u gradu Svetskom programu za hranu, mada se taj broj verovatno smanjio zbog rata u Iraku i pobune. Stanovništvo Ramadi je veoma brzo povećavalo tokom druge polovine 20. veka, od 12,020 ljudi 1956. do 192,556 ljudi 1987. Populacija je veoma homogena, preko devedeset odsto sunitska. Ogromna većina dolazi iz Dulajm premenskog saveza, koji nastanjuje Siriju i Jordan, kao što i u Iraku ima više od hiljadu pojedinačnih klanova, a na čelu svakog je šeik koji biraju plemenske starešine.

## Istorija
Ramadi se nalazi u plodnoj, navodnjavanoj aluvijalnoj ravni u okviru Iračkog sunitskog trougla. Naselje na ovom području je već postojalo kada je engleski istraživač Fransis Rudon Česni prošao tuda 1836. godine parobrodom da bi ispitao plovnost reke Eufrat. On ga je opisao kao „prilično mali grad“ i istakao da se crni šatori i beduini mogu videti na obalama reke od Ramadija pa sve do Faludže. Moderan grad osnovao je 1869. godine Midat Paša, otomanski guverner Bagdada. Osmanlije su nastojale da kontrolišu prethodno nomadsko pleme Dulajm u regionu u sklopu programa naseljavanja beduinskih plemena u Iraku nudeći im zemljišne posede, verujući da će se tako više vezati za državu i uspostaviti lakšu kontrolu.
1892. godine grad je opisan kao “najbudniji grad u čitavoj dolini Eufrata. Ima telegrafsku kancelariju i velike državne kasarne. Bazari su veoma veliki i dobro popunjeni.” Džon Begot Glab postavljen je u gradu 1922. “da održava klimavi plutajući most na reci Eufrat, da se brine o brodovima napravljenim od trske premazane bitumenom”, kako je rekao. U to vreme, Dulajm plemena su se uglavnom naselili, iako još uvek u potpunosti nisu usvojili urbanizovan način života. Glab ih je opisao “kao uzgajivači duž obala Eufrata koji zalivaju svoju pšenicu, ječam i palme. Bez obzira na to, oni su, nedavno doseljeni, još živeli u šatorima”. Britanski vojni priručnik objavljen tokom Prvog svetskog rata primetio je da su “neki evropski putnici su naišli na stanovnike Ramadija neke naklonjene fanatizmu”.

## Geografski položaj
Ramadi se nalazi na važnom trgovačkom putu koji se proteže preko pustinje do Jordana i Mediterana. Važan trgovački put Aman-Bagdad prolazi kroz ovaj grad. Železnica takodje prolazi kroz južni deo Ramadija i ide istočno prema Bagdadu, a zapadno prema granici sa Sirijom. Na početku 21. veka grad se protezao na površini od približno 15km istok-zapad i 12km sever-jug. Centar grada je gusto izgrađen sa brojnim predgrađima, koja ga okružuju i sa kojima je centar povezan sa dva mosta preko Eufrata.

## Kultura
U Ramadiju preovlađuje moderna gradnja sa betonskim dvospratnicama i trospratnicama, dok su visoke zgrada u centru. 1892. godine je opisan kao najživlji grad u celoj dolini Eufrata.

## Spoljašnje veze
- Satelitski prikaz Ramadija Архивирано 2013-01-03 на сајту